# Podolskie Towarzystwo Turystyczno-Krajoznawcze

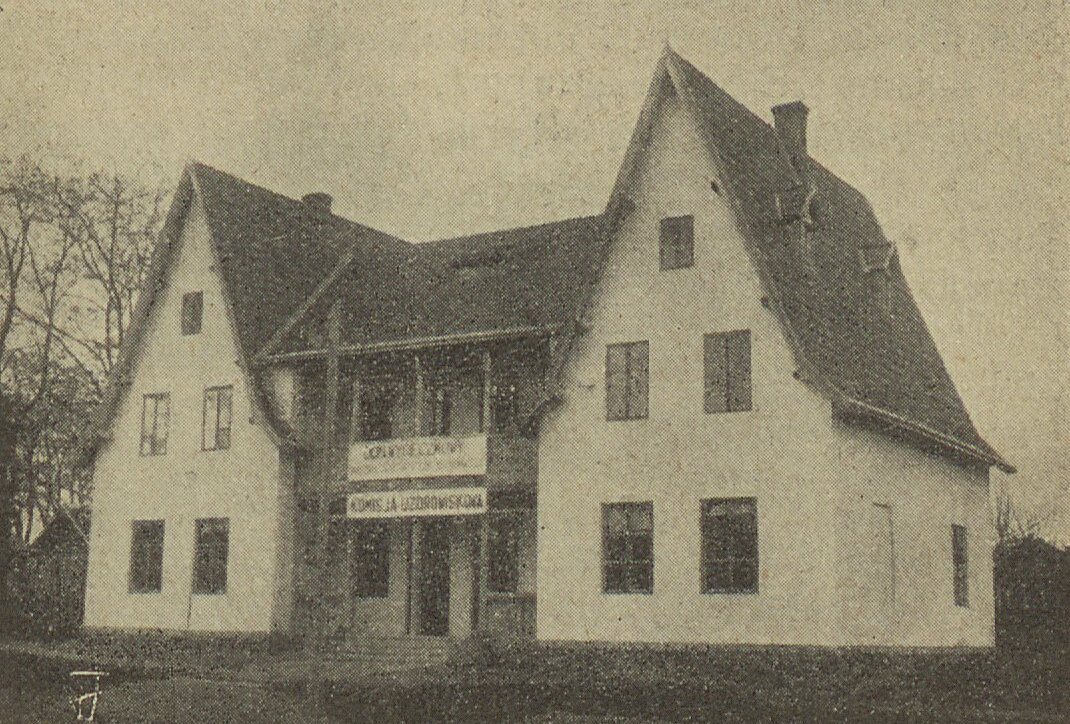
Dom wycieczkowy przed 1936

Podolskie Towarzystwo Turystyczno-Krajoznawcze (pierwotnie Wojewódzkie Towarzystwo Turystyczno-Krajoznawcze) – organizacja pozarządowa z siedzibą w Tarnopolu.

## Historia
Pierwsze Walne Zgromadzenie odbyło się 20 października 1925 r. Skład pierwszych władz: Tomasz Kunzek jako prezes, pułkownik Gigiel, nadkomisarz Kołodziej, prof. Józef Schwartz, pełniący funkcję zastępcy prezesa, sekretarzem został Henryk Śląski, skarbnikiem zaś Jan Kurzeja. Oprócz nich w Wydziale było 12. członków. Ze znaczących sekcji: przewodniczącym Sekcji Wycieczkowej był Stefan Juzwa, a Sekcji Propagandowej – I. Czyrski. Rok 1926 - członków do 182 w samym Tarnopolu i 308 w 16 oddziałach terenowych (w roku 1926 istniało 12 oddziałów terenowych). Pierwsze Walne Zgromadzenie, po półtorarocznym okresie działalności, odbyło się w dniu 25 czerwca 1927 r..
W tym czasie utworzono 16 oddziałów w miastach powiatowych, nawiązano kontakt z pokrewnymi towarzystwami, wydano liczne widokówki, rozpoczęto tworzenie biblioteki oraz zasobów fotograficznych. Rok 1927 to dalsze prace o charakterze organizacyjnym. W tym też czasie Towarzystwo przystąpiło wspólnie z Polskim Towarzystwem Tatrzańskim, Polskim Towarzystwem Krajoznawczym oraz Automobilklubem Polskim do prac, których początków należy szukać jeszcze w ustaleniach I zjazdu delegatów towarzystw turystycznych w Krakowie w 1919 r., a mianowicie do tworzenia Związku Polskich Towarzystw Turystycznych (ZPTT). Prace te zostały zakończone sukcesem, a I Organizacyjny Zjazd Delegatów ZPTT odbył się w dniu 5 lutego 1928 r. w Warszawie. Wśród ośmiu członków założycieli na piątej pozycji z liczbą 500 członków znalazło się Wojewódzkie Towarzystwo Turystyczno-Krajoznawcze w Tarnopolu. W dniu 31 marca 1928 r. odbył się II Walny Zjazd Towarzystwa. Dzięki dotacji Ministerstwa Robót Publicznych w czerwcu 1928 r. wydano Przewodnik po Województwie Tarnopolskim w dużym, jak na owe czasy, nakładzie 5 156 egzemplarzy. 
W latach 1928-1930 Towarzystwo odkopało i udostępniło do zwiedzenia wielkie jaskinie gipsowe w Krzywczach. Dzięki darowiźnie Lazara Melzera Towarzystwo stało się właścicielem gruntów koło wejścia do jaskini, samej jaskini, a także parceli, na której znajdowały się ruiny zamku Kąckich z I połowy XVII w. Towarzystwo wykonało remont jednej z baszt zamku, dzięki czemu uzyskano trzyizbowe schronisko turystyczne wyposażone w podstawowy sprzęt turystyczny. Towarzystwo rozpoczęło starania o budowę drugiego obiektu turystycznego, nabywając parcelę budowlaną w Zaleszczykach. Obiekt ten miał stać się w przyszłości głównym oparciem dla rozwoju ruchu turystycznego w południowo-wschodnich regionach województwa. W okresie tym rozpoczęto intensywne przygotowania do Regionalnej Wystawy Rolniczej w Tarnopolu, która odbyła się w dniu 23 czerwca 1931 r. Rozmachu nabrały przygotowania do budowy schroniska w Zaleszczykach. Wykonano plan budowy i rozpoczęto budowę. W trakcie realizacji inwestycji odznaczyli się: prezes oddziału zaleszczyckiego Józef Schwartz oraz starosta powiatu zaleszczyckiego Józef Krzyżanowski. Prowadzono również starania o budowę schroniska w Miodoborach. Ten okres działalności zamknęło Walne Zgromadzenie Towarzystwa, które odbyło się w dniu 30 kwietnia 1931 r. Podjęto wiele uchwał, których zadaniem była intensyfikacja działań zmierzających do dalszego rozwoju Towarzystwa. Zmieniono również nazwę na Podolskie Towarzystwo-Turystyczno Krajoznawcze (PTTK). W dniu 17 września 1933 r. Towarzystwo zorganizowało „Zjazd Krajoznawczy” w Olesku. Uczestniczyli w nim przedstawiciele organizacji turystycznych, referenci turystyki urzędów wojewódzkich oraz delegaci Okręgowej Dyrekcji Kolei Państwowych z południowo-wschodnich województw, a także reprezentanci Ministerstwa Komunikacji. Na zjeździe powzięto 28 uchwał dotyczących najważniejszych problemów jego rozwoju na tych terenach. Uchwalono apel do Ministerstwa Komunikacji o zorganizowanie na Podole pociągów turystycznych, a także wprowadzono ponownie zniżki na bilety do miejscowości turystycznych. 
W latach 1931-1934 Towarzystwo z dużym zaangażowaniem kontynuowało rozbudowę domu wycieczkowego w Zaleszczykach. Rozpoczęto też budowę schroniska dla pasa Miodoborów w Kręciłowie. Obiekt ten miał równocześnie służyć jako szkoła powszechna dla ludności polskiej. W celu pozyskania nowych członków oraz popularyzacji głoszonych przez Podolskie Towarzystwo Turystyczno-Krajoznawcze idei turystyki Wydział Towarzystwa powołał w roku 1932 „Sekcję kół krajoznawczych młodzieży”. W celach propagandowych wydano broszurę pod tytułem „Ziemia Podolska”, autorstwa Tomasza Kunzeka oraz przewodnik Zbaraż w przeszłości i teraźniejszości, będący monografią powiatu, którego autorem był Henryk Śląski. Wydano również broszurę „10-lecie Województwa Tarnopolskiego”, opisującą dorobek województwa, także autorstwa Henryka Śląskiego. Na początku też roku 1936 PTTK utworzyło Sekcję Kół Krajoznawczych Młodzieży. Miała ona za zadanie pobudzić do działalności młodzież szkolną poprzez organizację kół w szkołach. W niedługim czasie rozpoczęła ona wydawanie miesięcznika „Znicz Podola”, redagowanego przez W. Cichockiego i J. Opackiego w Czortkowie. 
W Towarzystwie została utworzona Sekcja narciarska, wchodząca w skład Polskiego Związku Narciarskiego. Organizowano kursy narciarskie i wyjazdy na narty. Liczba członków w roku 1938 wynosiła 56 osób. Cały okres swojej działalności zakończyło Towarzystwo jako właściciel nieruchomości: schronisk i zamków w Czortkowie, w Kudryńcach, w Kręciłowie, w Zaleszczykach i w Krzywczu Górnym; parcel w Bilczu Złotym (podarowana przez księcia Pawła Sapiehę) i w Uścieczku (podarowana przez Zarząd Gminy) oraz nosiło się z zamiarem przyjęcia darowizny od hrabiny Mitrowskiej w postaci parceli w Borkach Wielkich. Majątek Towarzystwa tworzyły również niezliczone już ilości zbiorów muzealnych, bibliotecznych i sprzętu turystycznego.